# بوتوو
بوتوو (بالصينية: 泊头市) هي مدينة من مدن الصين. يبلغ عدد سكانها 560000 نسمة حسب إحصائيات سنة 2006. يبلغ ارتفاع المدينة عن سطح البحر قرابة 28 متر. تبلغ مساحتها 977 كم².

## أعلام
- جيا تشينغ لين